# Port Arthur (Tasmânia)
Port Arthur é uma pequena cidade, e o maior antigo presídio australiano, localizada na Península Tasman, na Tasmânia. Port Arthur é um patrimônio nacional e uma das maiores áreas de museu ao ar livre, oficialmente atração turística internacional. Situa-se a cerca de 60 km a sudeste da capital, Hobart. Em 1996 foi cenário do pior assassinato em massa na história australiana pós-colonial.

## Ver também

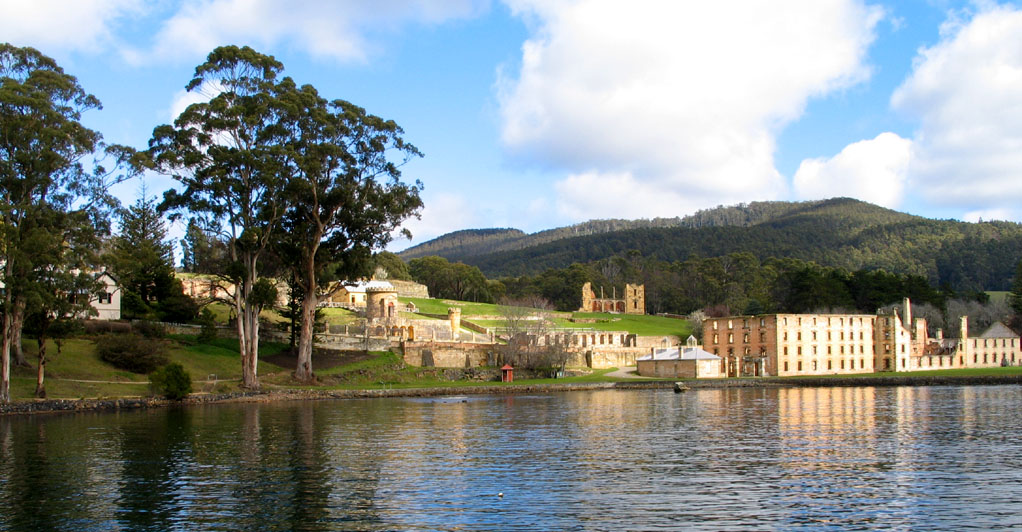
A primeira ideia de colonização da Austrália foi a de torná-la uma colônia penal.